# Einwohnerentwicklung von Moers
Dieser Artikel gibt die Einwohnerentwicklung von Moers tabellarisch und graphisch wieder.

## Einwohnerentwicklung
Die Einwohnerzahl von Moers stieg im Mittelalter und der frühen Neuzeit nur langsam. Durch die zahlreichen Kriege, Seuchen und Hungersnöte ging sie immer wieder zurück.
Im Jahre 1900 lebten rund 6.000 Menschen in der Stadt und weitere 6.000 in der Landbürgermeisterei. Der danach folgende rasante Anstieg der Anzahl der Einwohner ist durch die Zusammenlegung mit der Landbürgermeisterei und durch das Wachstum im Bergbau bestimmt.
1920 hatte Moers 25.000 Einwohner, bis 1965 verdoppelte sich diese Zahl auf 50.000. Durch die Eingemeindung der Orte Rheinkamp (40.924 Einwohner 1974) und Kapellen (6.267 Einwohner 1974) am 1. Januar 1975 überschritt die Einwohnerzahl der Stadt Moers die Grenze von 100.000, wodurch sie zur Großstadt wurde. 
2002 erreichte die Bevölkerungszahl mit 108.019 ihren historischen Höchststand. Am 31. Dezember 2011 betrug die „Amtliche Einwohnerzahl“ für Moers nach Fortschreibung auf Basis der Volkszählung von 1987 laut Landesamt für Datenverarbeitung und Statistik Nordrhein-Westfalen 105.102 (nur Hauptwohnsitze und nach Abgleich mit den anderen Landesämtern). Der Zensus 2011 ergab aber für den 9. Mai 2011 nur 104.009 Einwohner und nach Fortschreibung zum 31. Dezember 2011 die Zahl 103.831. 
Die folgende Übersicht zeigt die Einwohnerzahlen nach dem jeweiligen Gebietsstand. Bis 1832 handelt es sich meist um Schätzungen, danach um Volkszählungsergebnisse (¹) oder amtliche Fortschreibungen des Statistischen Landesamtes. Die Angaben beziehen sich ab 1871 auf die „Ortsanwesende Bevölkerung“, ab 1925 auf die Wohnbevölkerung und seit 1987 auf die „Bevölkerung am Ort der Hauptwohnung“. Vor 1871 wurde die Einwohnerzahl nach uneinheitlichen Erhebungsverfahren ermittelt. 

### Bis 1970
| Jahr               | Einwohner |
| ------------------ | --------- |
| 1622               | 1.600     |
| 1722               | 1.306     |
| 1787               | 1.608     |
| 1832               | 2.301     |
| 1. Dezember 1840 ¹ | 2.731     |
| 3. Dezember 1855 ¹ | 3.263     |
| 1. Dezember 1871 ¹ | 3.130     |
| 1. Dezember 1885 ¹ | 4.503     |
| 1. Dezember 1890 ¹ | 5.159     |
| 1. Dezember 1900 ¹ | 6.222     |
| 1. Dezember 1910 ¹ | 23.251    |
| 1. Dezember 1916 ¹ | 22.422    |

| Jahr                 | Einwohner |
| -------------------- | --------- |
| 5. Dezember 1917 ¹   | 23.074    |
| 8. Oktober 1919 ¹    | 24.507    |
| 16. Juni 1925 ¹      | 26.523    |
| 16. Juni 1933 ¹      | 28.870    |
| 17. Mai 1939 ¹       | 29.651    |
| 31. Dezember 1945    | 28.956    |
| 29. Oktober 1946 ¹   | 30.828    |
| 13. September 1950 ¹ | 34.832    |
| 25. September 1956 ¹ | 42.561    |
| 6. Juni 1961 ¹       | 46.680    |
| 31. Dezember 1965    | 50.628    |
| 27. Mai 1970 ¹       | 52.539    |

¹ Volkszählungsergebnis

### Ab 1971
| Jahr              | Einwohner |
| ----------------- | --------- |
| 31. Dezember 1971 | 54.162    |
| 31. Dezember 1972 | 55.381    |
| 31. Dezember 1973 | 54.775    |
| 31. Dezember 1974 | 54.547    |
| 31. Dezember 1975 | 101.511   |
| 31. Dezember 1976 | 100.893   |
| 31. Dezember 1977 | 100.538   |
| 31. Dezember 1978 | 100.372   |
| 31. Dezember 1979 | 100.110   |
| 31. Dezember 1980 | 99.923    |
| 31. Dezember 1981 | 99.555    |
| 31. Dezember 1982 | 98.936    |
| 31. Dezember 1983 | 98.422    |
| 31. Dezember 1984 | 97.753    |
| 31. Dezember 1985 | 97.760    |
| 31. Dezember 1986 | 98.407    |
| 25. Mai 1987 ¹    | 100.872   |
| 31. Dezember 1987 | 101.012   |
| 31. Dezember 1988 | 101.809   |
| 31. Dezember 1989 | 103.521   |

| Jahr              | Einwohner |
| ----------------- | --------- |
| 31. Dezember 1990 | 104.595   |
| 31. Dezember 1991 | 105.322   |
| 31. Dezember 1992 | 106.384   |
| 31. Dezember 1993 | 106.631   |
| 31. Dezember 1994 | 107.011   |
| 31. Dezember 1995 | 107.095   |
| 31. Dezember 1996 | 107.099   |
| 31. Dezember 1997 | 106.704   |
| 31. Dezember 1998 | 106.840   |
| 31. Dezember 1999 | 106.837   |
| 31. Dezember 2000 | 107.062   |
| 31. Dezember 2001 | 107.421   |
| 31. Dezember 2002 | 108.019   |
| 31. Dezember 2003 | 107.903   |
| 31. Dezember 2004 | 107.930   |
| 31. Dezember 2005 | 107.547   |
| 31. Dezember 2006 | 107.180   |
| 31. Dezember 2007 | 107.111   |
| 31. Dezember 2008 | 106.645   |
| 31. Dezember 2009 | 105.929   |

| Jahr              | Einwohner |
| ----------------- | --------- |
| 31. Dezember 2010 | 105.506   |
| 9. Mai 2011 ¹     | 104.009   |
| 31. Dezember 2011 | 103.831   |
| 31. Dezember 2012 | 103.504   |
| 31. Dezember 2013 | 103.108   |
| 31. Dezember 2014 | 102.923   |
| 31. Dezember 2015 | 104.529   |
| 31. Dezember 2016 | 103.881   |
| 31. Dezember 2017 | 103.949   |
| 31. Dezember 2018 | 103.725   |
| 31. Dezember 2019 | 103.902   |
| 31. Dezember 2022 | 101.303   |
| 31. Dezember 2023 | 101.601   |
| 31. Dezember 2024 | 101.503   |

¹ Volkszählungsergebnis
Quelle: Landesamt für Datenverarbeitung und Statistik Nordrhein-Westfalen

## Bevölkerungsprognose
Die Bertelsmann Stiftung, Wegweiser Demographischer Wandel, liefert Daten zur Entwicklung der Einwohnerzahl von 2.959 Kommunen in Deutschland (Publikation Januar 2006).
Für Moers wird ein Anstieg der Bevölkerung zwischen 2003 und 2020 um 0,2 Prozent (193 Personen) vorausgesagt.
Absolute Bevölkerungsentwicklung 2003–2020 – Prognose für Moers (Hauptwohnsitze):
| Datum             | Einwohner |
| ----------------- | --------- |
| 31. Dezember 2003 | 107.903   |
| 31. Dezember 2005 | 108.315   |
| 31. Dezember 2010 | 108.797   |
| 31. Dezember 2015 | 108.765   |
| 31. Dezember 2020 | 108.096   |

Quelle: Bertelsmann Stiftung

Nebenstehende Prognosen im Vergleich zur realen Entwicklung von 1990 bis 2017

In einer aktualisierten Bevölkerungsprognose der Bertelsmann Stiftung wird für den Zeitraum 2009–2030 ein Rückgang der Bevölkerung um 8,3 Prozent bzw. 8.760 Personen vorausgesagt.
Absolute Bevölkerungsentwicklung 2009–2030 – Prognose für Moers (Hauptwohnsitze):
| Datum             | Einwohner |
| ----------------- | --------- |
| 31. Dezember 2009 | 105.850   |
| 31. Dezember 2015 | 103.450   |
| 31. Dezember 2020 | 101.410   |
| 31. Dezember 2025 | 99.300    |
| 31. Dezember 2030 | 97.090    |

Quelle: Bertelsmann Stiftung

## Bevölkerungsstruktur
| Bevölkerung                 | Stand 31. Dezember 2011 |
| --------------------------- | ----------------------- |
| Einwohner mit Hauptwohnsitz | 105.102                 |
| davon männlich              | 50.675                  |
| weiblich                    | 54.427                  |
| Deutsche                    | 95.114                  |
| Ausländer                   | 9.988                   |
| Ausländeranteil in Prozent  | 9,5                     |

Quelle: Landesbetrieb Information und Technik Nordrhein-Westfalen